# Goljak (région)
 (décembre 2017).
Si vous disposez d'ouvrages ou d'articles de référence ou si vous connaissez des sites web de qualité traitant du thème abordé ici, merci de compléter l'article en donnant les références utiles à sa vérifiabilité et en les liant à la section « Notes et références ».
Pour les articles homonymes, voir Goljak.
Le Goljak (en serbe cyrillique : Гољак ; en albanais : Gollaku) est une région située au sud-est de la Serbie centrale et au nord du Kosovo.

## Description
Les localités les plus importantes de la région de Goljak sont Medveđa, Sijarinska Banja et Tulare, en Serbie centrale.